# Комерційний дохід
Комерційний дохід — сума реалізованих торговельних надбавок.
Чистий комерційний дохід — сума реалізованих торговельних надбавок за мінусом податків, що входять до ціни товарів.
Основою формування прибутку торговельних підприємств (а на більшості з них — єдиним джерелом його формування) є його комерційний дохід. Тому в процесі управління доходами на торговельних підприємствах йому відводиться головна роль.
Комерційний дохід від реалізації товарів у процесі управління його формуванням можна виразити такими основними показниками:
1. Загальною сумою комерційного доходу(КД) від реалізації товарів, отриманою в певному періоді.
2. Рівнем комерційного доходу(РКД) від реалізації товарів.

Рівень комерційного доходу — це частка торговельних надбавок (ТН) в ціні реалізації товару.

РКД визначається за такими формулами:
РКД = (КД / ТО) * 100 %
РКД = (ТН /(100 + ТН)) * 100 %

## Приклад
Наприклад, якщо підприємство Х використовує торговельну надбавку в розмірі 25 % від ціни закупівлі то РКД дорівнюватиме:

РКД = (25 /(100 + 25)) * 100 % = 20 %
Знаючи цю інформацію і розмір товарообороту можна з легкістю знайти КОМЕРЦІЙНИЙ ДОХОД підприємства. Припустимо що в того ж підприємства Х товарооборот за звітний період склав 2000тис.грн. звідси, комерційний дохід складатиме:
20 % = (КД / 2000) * 100 % => КД = (20 % * 2000) / 100 % = 400тис.грн.
І навпаки так само: якжо відомо що товарооборот підприємства 2000тис грн. і комерційний доход становить 400тис грн. — можна знайти РКД і торговельну надбавку досліджуваного підприємства.